# 福島ビルヂング
福島ビルヂング（ふくしまビルヂング）は、かつて福島県福島市に存在した建築物。通称「福ビル」。

## 概要
草野喜右衛門ら福島市の財界人7名により商工会館を主目的として建設され、エレベーター付き鉄筋3階建てで当時としては福島県内一の現代的な建築物とされ「福島の流行は福ビルから」とも謳われた。しかし開業翌年には商工会議所による維持管理が困難となり福島市に買収され、市役所や郵便局、県庁の仮分庁舎に用いられるなどし、1972年に解体。跡地はエンドーチェーン福島駅前店が建設された後解体され、2021年時点では「街なか広場」として暫定利用されている。

## 沿革
- 1926年[1]
  - 6月1日 - 福島市議会が草野喜右衛門らによるビルヂングの6カ年年賦による31万円での買収案を議決、市立図書館・県商品陳列館の整備や福島商業会議所への一部貸与を計画した。
  - 12月4日 - 草野喜右衛門らが大林組に26万2千円で建設工事を発注。
- 1927年[1]
  - 2月 - 地鎮祭開催。
  - 10月25日 - 竣工。
  - 11月3日 - 開館式。
- 1928年4月1日 - 福島市が買収[1]。
- 1935年8月3日 - 2階に福島市商品館を開設[1]。
- 1945年9月 - 戦後第一回の福島市議会を開催、市役所を本ビルに変更し新市庁舎移転まで使用[1]。
- 1963年1月29日 - 不二に売却[1]。
- 1967年12月 - クローバーに売却[1]。
- 1969年 - クローバー倒産[1]。
- 1972年[2]
  - 9月中旬 - エンドーチェーンが4億1千万円で買収。
  - 10月中旬 - 解体を開始。
  - 11月23日 - 解体終了。